# Renault Type BK
Der Renault Type BK war ein frühes Personenkraftwagenmodell von Renault. Er wurde auch 10 CV genannt.

## Beschreibung
Die nationale Zulassungsbehörde erteilte am 27. Oktober 1909 ihre Zulassung. Vorgänger war der Renault Type AM. 1912 endete die Produktion. Einen Nachfolger gleicher Größe gab es nicht. Der folgende Renault Type CQ war länger und stärker motorisiert.
Ein wassergekühlter Vierzylindermotor mit 70 mm Bohrung und 110 mm Hub leistete aus 1693 cm³ Hubraum 8 bis 10 PS. Die Motorleistung wurde über eine Kardanwelle an die Hinterachse geleitet. Die Höchstgeschwindigkeit war je nach Übersetzung mit 38 km/h bis 52 km/h angegeben.
Bei einem Radstand von 267,5 cm bzw. 268 cm und einer Spurweite von 132 cm war das Fahrzeug 371 cm bzw. 380 cm lang und 160 cm bzw. 162,5 cm breit. Der Wendekreis war mit 10 Metern angegeben. Das Fahrgestell wog 650 kg, das Komplettfahrzeug 1250 kg. Zur Wahl standen Doppelphaeton, Torpedo, Limousine, Roadster und Kastenwagen. Das Fahrgestell kostete 7200 Franc.